# 毛伯得
毛伯得（？—？），姓姬，名得，春秋时期毛国国君，伯爵。鲁昭公十八年（前524年）二月乙卯，毛伯得杀死毛伯过，取而代之。昭公二十六年（前516年），王子朝之乱，晋国帮助周敬王，王子朝及召氏之族、毛伯得、尹氏固、南宫嚚带着周朝典籍逃奔楚国。
| 前任： 毛伯过 | 毛国国君 前524年—前516年 | 繼任： — |